# 林昱廷
林昱廷（LIN Yu-Ting，1951年—）出生於臺灣臺北市，為二胡演奏家、作曲家、指揮家。12歲開始學習二胡，長期於國立臺灣藝術大學任教，涉足領域包含國樂作曲、指揮、演奏、教學、研究與藝術行政等，曾參與創設國立藝專實驗國樂團（今臺灣國樂團），並於該團名為國家國樂團時期擔任團長。也曾擔任中華民國國樂學會理事長。

## 生平
林昱廷於12歲起學習二胡，14歲隨寇順舉牧師學習指揮詩班。1963年就讀臺北市成淵中學，次年成為該校國樂社的創社社長。社團指導老師賴金男、張武男先後教授他二胡、笛子、琵琶的演奏基礎。1965年起接受林月里指導，琴藝持續精進。林昱廷之後加入校外的幼獅國樂社，更加深他對於國樂的認識。1967年，高中時期的林昱廷擔任成功中學國樂社社長，帶領社員參加全臺國樂合奏比賽得到高中組第一名。 因緣際會加入中華國樂團，成為創團團員之一，並曾受董榕森指導。
1971年林昱廷至光仁國小音樂班兼任教職，1976年進入國立藝專國樂科兼課，次年轉為專任。當時，正值國立藝專國樂科草創初期，林昱廷參與教材創建、制度新設、創作、演出等工作，並走訪民間樂社采風、譯譜，為教學演出所需而有編曲、創作，對於臺灣早期說唱、戲曲及民間器樂皆有涉獵。34歲時擔任國立藝專國樂科主任，任內成立實驗國樂團（今臺灣國樂團），推動樂曲委託創作及交流，並設立評選制度。 2005年擔任實驗國樂團團長，2017年創辦桃園市國樂團。 林氏的研究項目包含二胡之硬體及樂器聲學，並著重於國樂的教學與展演。林氏的音樂特質為精準明晰、層次有序、熱情澎湃並兼具理性思維。

## 作品

### 音樂作品
林昱廷長期致力於國樂創作與表演，其創作高峰集中在1980-1990年代，作品類型包含合奏曲、協奏曲、電影配樂、電視廣播配樂、室內樂、舞蹈音樂、兒歌等，代表作品如下：
- 1981年：合奏曲《喜慶》
- 1984年：揚琴協奏曲《偉哉中華》
- 1985年：雙嗩吶協奏曲《雙龍呈祥獻太平》
- 1986年：揚琴與樂隊《歡樂滿人間》
- 1986年：舞蹈音樂《嬉春》
- 1986年：琵琶協奏曲《秋夕》
- 1989~1990年：電視「八千里路雲和月」配樂
- 1991年：合奏曲《歡樂中國節》
- 1996年：合奏曲《彩絮飛揚》

## 得獎經歷
1972年得到臺灣區音樂比賽成人個人組拉弦國樂器獨奏第一名，並曾得到唱片類金鼎獎、國科會甲種學術研究獎勵、教育部優秀教育人員、臺北縣教育會優良教師、臺藝大優良教師教學獎、教學卓越績優教師等獎項。